# Edwin Moses
Edwin Corley Moses (Dayton, Ohio, 31. kolovoza 1955.) je bivši američki atletičar.

## Sportski uspjesi
Legendarni američki atletičar, specijalist za disciplinu 400 m prepone, kojom je suvereno vladao gotovo 12 godina, i u kojoj je dvostruki olimpijski pobjednik, iz Montreala, 1976 i Los Angelesa 1984, te brončani iz Seoula 1988, kao i dvostruki svjetski prvak, na Svjetskom atletskom prvenstvu u Helsinkiju 1983. i Rimu 1987.; te trostruki pobjednik, danas ne više tako jakog, Svjetskog kupa u atletici, 1977., 1979. i 1981. godine.
Između 1977. i 1987. godine Moses je pobijedio u neprekinutom nizu na 107 uzastopnih finalnih natjecanja, te, u sklopu toga, u tom razdoblju, na 122 uzastopne utrke nije doživio poraz.
Četiri puta je postavljao svjetski rekord na 400 m prepone, posljednji puta 1983. godine, u Koblenzu, Njemačka, a s tim, sada bivšim svjetskim rekordom, i danas drži drugi rezultat svih vremena u toj disciplini.
Prvi je uveo tehniku trčanja s 13 koraka između visokih prepona, s 12 koraka između pojedinih prepona. 
Zbog tih svojih uspjeha, ali i traga koji je ostavio u svjetskoj atletici, s pravom se smatra ne samo najvećim preponskim trkačem u povijesti atletike, nego i jednim od najvećih atletičara u povijesti.

## Veliki sportaš i veliki čovjek
Edwin Moses je, gdje god se pojavio, kako nekada tijekom veličanstvene sportske karijere, tako i danas kao ugledni član raznih sportskih asocijacija; izazivao, i izaziva, nepodijeljene izraze štovanja i trajnog ugleda. Svojom markantnom pojavom, visok, s bradicom i obaveznim naočalama koje nije skidao ni tijekom utrke, izazivao je strahopoštovanje konkurenata, ali i naklonost medija.
Nikada se, tijekom njegove karijere uz njega nije vezala nikakva afera, bio je uvijek pristupačan i novinarima i sportskim kolegama. Kod njega je po savjet znalo doći dosta atletičara, pa tako i još jedan sportski velikan, Carl Lewis, nije zazirao da starijeg kolegu upita za savjet.
Iz braka s jednom Njemicom ima sina Julijana (1995.).

## 1976. – 1988.
Edwina Mosesa sportski je svijet upoznao na Olimpijskim igrama u Montrealu, 1976. godine.
Kvalificiravši se na američkim trialsima pobijeđuje u finalu Igara u Montrealu, i to odmah s novim svjetskim rekordom, 47.64 sec., čime obara svjetski rekord koji je četiri godine ranije, na Igrama u Münchenu postavio, bilo je to tada prvorazredno iznenađenje i jedna od senzacija tih Igara, John Akii-Bua iz Ugande.
Iduće, 1977. godine, odmah početkom sezone, 11. lipnja, u Westwoodu, u Kaliforniji, ponovo postavlja svjetski rekord na 400 m prepone: 47.45 sec. Međutim, 26. kolovoza Moses gubi svoju prvu utrku otkad je zabljesnuo na međunarodnoj sceni, i to od izvrsnog njemačkog preponaša Haralda Schmida, koji će mu i kasnije, gotovo tijekom cijele karijere "puhati za leđima". Ovaj poraz koštao je Mosesa (neslužbene) titule atletičara s najvećim neprekinutim nizom finalnih pobjeda. "Skupio" ih je u karijeri 107, i zauzima drugo mjesto, iza svog sunarodnjaka, bacača kugle Parry O'Briena koji ima niz od 116 uzastopnih finalnih pobjeda. Bilo kako bilo, krajem te sezone pobjeđuje i na prvom Svjetskom kupu u atletici, u Düsseldorfu i sportski svijet shvaća da je dobio suverenog vladara te discipline.
1978. godine nema nekog velikog međunarodnog natjecanja, ali Moses pobjeđuje na svim atletskim mitinzima na kojima je nastupio. Iduće godine ponovo trijumfira na drugom Svjetskom kupu, u Montrealu, i sprema se za iduću, olimpijsku, sezonu, da obrani zlato iz Montreala. 
Međutim predsjednik SAD Jimmy Carter naređuje bojkot Olimpijskih igara u Moskvi, i Moses gubi priliku ponoviti uspjeh iz 1976. A na Igrama u Moskvi, u "njegovoj disciplini" pobjeđuje istočnonjemački atletičar Volker Beck, od kojega je Moses bio, i kad je u lošijoj formi, barem sekundu brži. Da bude stvar bolja, bio je u tako dobroj formi da je 3. srpnja te, 1980. godine u Milanu popravio svoj svjetski rekord, sada na 47.13 sec.
1981. godine po treći puta trijumfira na Svjetskom atletskom kupu, u Rimu, na kojem se, usput budi rečeno, prvi puta svijetu predstavila nova nadolazeća megazvijezda svjetske atletike - Carl Lewis, koji se međutim, svijetu na tom Svjetskom kupu i nije najbolje predstavio, jer u utrci na 100 m zauzima neslavno - posljednje 8. (osmo) mjesto, doduše zbog ozljede.
1982. i 1983. godina, su zenit-godine Edwina Mosesa. Pobjeđuje gdje god se pojavi, nema dostojnog protivnika. On je, uz Lewisa, tada i najbolje plaćeni svjetski atletičar. Organizatori atletskih mitinga ne pitaju za cijenu da bi doveli tog intelektualca-preponaša (diplomirao na Morehouse College u Atlanti) na svoj miting.
Na prvom Svjetskom atletskom prvenstvu, u Helsinkiju 1983. Moses uzima lakoćom "svoje" zlato u "svojoj" disciplini. Nakon tog svjetskog prvenstva, a na svoj rođendan 31. kolovoza (!), postavlja svoj četvrti svjetski rekod na 400 m prepone, približava se sasvim granici od 47 sekundi: 47.02 sec. Ovaj rekord ostaje na snazi 9 godina kada ga, na Olimpijskim igrama u Barceloni, 1992. ispod granice 47 sekundi (i danas važećih 46.78 sec) spušta Mosesov sunarodnjak i "učenik", preponaš koji je sredinom 80.-ih Mosesu stalno gledao u leđa, kasnije izvrsni Kevin Young.
Olimpijske, 1984. godine javlja se nova američka nada na 400 m prepone, Danny Harris. Pritišće Mosesa, ali ne toliko da ovaj ne bi na Igrama u Los Angelesu uzeo svoje drugo olimpijsko zlato. Najveći konkurenti u to vrijeme Danny Harris i Nijemac Harald Schmid osvajaju srebro i broncu. 
Kao veliki sportaš i veliki čovjek Edwin Moses dobiva čast izgovoriti Olimpijsku prisegu u ime sportaša na spektakularnom otvaranju Olimpijskih igara u Los Angelesu. Ipak je on veći sportaš nego govornik jer je, izgleda, bio silno impresioniran tom čašću, pa u pola izjave ostaje nijem, zaboravljajući tekst (kojeg je ionako imao napisanog pred sobom). Neugodan tajac traje predugih 15-ak sekundi, a onda, na oduševljenje cijelog gledateljstva Moses nastavlja i pobire golem aplauz.
Iduće dvije godine Moses rutinski pobjeđuje na svim mitinzima, a 1987. godine Danny Harris, 4. lipnja, u Madridu, pobjeđuje Mosesa i prekida njegov fantastični niz koji je trajao točno 9 godina, 9 mjeseci i 9 dana (!). Međutim na drugom Svjetskom prvenstvu u atletici, te godine u Rimu, Moses se osvećuje i osvaja svoj drugi naslov svjetskog prvaka, ali teškom mukom: Harris i Schmid su opet iza njega kao drugi treći, ali za cigle dvije stotinke sekunde.
Bilo je to posljednje šampionsko izdanje ovog antologijskog atletičara.
Na Olimpijske igre u Seoulu, 1988. godine, Edwin Moses ponovo dolazi kao favorit u svojoj disciplini, tim više jer je ponovo pobijedio na američkim trialsima. Međutim događa se iznenađenje. André Phillips Mosesov sunarodnjak koji je redovito gubio od njega, kao i Senegalac Amadou Dia Ba, pobjeđuju Mosesa koji osvaja "samo" broncu i staje tamo gdje nikako nije navikao - na najnižu stepenicu pobjedničkog postolja. 
Tako završava velika karijera ovog slavnog sportaša.

## Nagrade i priznanja
Moses je prvi dobitnik tada novo ustanovljene nagrade američke atletske federacije "Jesse Owens Award", 1981. godine, zatim "James E. Sullivan Award" kao najbolji amaterski atletičar u SAD, 1983. godine. U izboru ABC-a "Wide World of Sports Athlete of the Year in 1984." također osvaja prvo mjesto, kao i u izboru renomiranog magazina "Sports Illustrated" - Sportsman of the Year 1984. Malo čudno zbog gigantskih uspjeha Carla Lewisa tih godina, ali treba znati da Lewisa američki mediji nikad nisu previše voljeli.
Koliki je utjecaj i ugled Edwina Mosesa i danas najbolje govori podatak da je prilikom ustanovljenja nove prestižne sportske nagrade "Laureus World Sports Academy", 2000. godine Savjet ove institucije izabrao Mosesa za svog prvog predsjednika.
Inače, u konkurenciji žena za 2006. godinu ovu je nagradu osvojila naša nedostižna Janica Kostelić.

## Karijera
- 1976. - OI, 1 zlatna medalja (400 m prepone)
- 1983. - SP, 1 zlatna medalja (400 m prepone)
- 1984. - OI, 1 zlatna medalja (400 m prepone)
- 1987. - SP, 1 zlatna medalja (400 m prepone)
- 1988. - OI, 1 brončana medalja (400 m prepone)

## Osobni rekordi
- 400 m prepone: 47.02 sec (1983., tada svjetski rekord)